# CYP2C19
细胞色素P450 2C19酶（简称，CYP2C19），也称为S-美芬妥英羟化酶。这种蛋白质是细胞色素P450多功能氧化酶系统的成员，参与异型生物质（如许多质子泵抑制剂和镇痛剂）的代谢。对于人类而言，CYP2C19蛋白由CYP2C19基因编码。CYP2C19 作为一种肝脏酶影响着当前药物的5-10%的临床使用，例如抗凝剂克拉匹多（又氯吡格雷，商品名波立维)，抗溃疡药物奥美拉唑，抗癫痫药物美芬妥因，抗疟疾药物氯胍和抗焦虑药安定。

## 遗传多态性
CYP2C19基因具有遗传多态性，其遗传多态性及缺陷是S-美芬妥英羟化代谢遗传多态性及种族差异的分子基础。不同种族之间，如白种人与东方人种之间，其活性也存在着差异。CYP2C19基因对CYP2C19酶活性有重要作用。CYP2C19基因突变不仅影响CYP2C19酶活性，而且也影响CYP2C19的抑制和诱导。